# 조현수 (야구 선수)
조현수(曹賢秀 1979년 6월 27일 ~ )는 전 KBO 리그 야구 선수의 외야수이다. 현재 천안남산초등학교 야구부 감독이다.

## 출신학교
- 1995년 ~ 1998년 : 북일고등학교
- 1998년 ~ 2002년 : 경희대학교 (1998학번)

## 등번호
- 53번